# Коршевец
Коршеве́ц (укр. Коршовець) — село в Боратинской сельской общине Луцкого района Волынской области Украины.
Код КОАТУУ — 0722885103. Население по переписи 2001 года составляет 350 человек. Почтовый индекс — 45661. Телефонный код — 332. Занимает площадь 0,872 км².